# Muhammad VII al-Munsif
Muhammad VII al-Munsif conhecido pelos franceses como Moncef Bei (em árabe: محمد المنصف باي, Muḥammad al-Munṣif Bāy; Manouba, 4 de março de 1881 - Pau, 1 de setembro de 1948) foi um Bei de Tunis de 19 de junho de 1942 até a sua deposição no dia 14 de maio de 1943, sendo o penúltimo bei da dinastia Husseinita a governar a Tunísia, foi nomeado príncipe herdeiro em 30 de abril de 1942 e foi deposto em 14 de maio de 1943 pelas Forças armadas da França Livre sob a acusação de ser um colaborador da França de Vichy, um estado fantoche da Alemanha Nazista que governava a França na época. De ascedência turca, nasceu em Manouba e é filho de Naceur Bei.
Morreu na cidade de Pau, na França em 1948.